# Gustav Adolf Schröder
Gustav Adolf Schröder (* 25. März 1943 in Plön) ist ein deutscher Manager und war zwischen 1989 und 2007 Vorstandsvorsitzender der größten deutschen kommunalen Sparkasse, der Sparkasse KölnBonn.

## Werdegang
Schröder war bereits 1972 der seinerzeit mit 29 Jahren jüngste Vorstandsvorsitzende einer Sparkasse, der Stadtsparkasse Langenberg/Rheinland (heute: Sparkasse Hilden-Ratingen-Velbert). 1978 übernahm er den Vorstandsvorsitz der Kreissparkasse Hannover, 1986 wurde er Geschäftsführer des Deutschen Sparkassen- und Giroverbandes (DSGV) in Bonn. Am 1. November 1989 übernahm er das Amt des Vorstandsvorsitzenden der Stadtsparkasse Köln, die unter seinem Vorsitz 2005 mit der Sparkasse Bonn zur Sparkasse KölnBonn fusionierte. Von 1996 bis 2007 war Schröder als Bundesobmann Sprecher der deutschen Sparkassenvorstände, zudem war er Vorstandsmitglied und stellvertretender Präsident des DSGV.
Nach dem Ende seiner Amtszeit als Vorstandsvorsitzender wurde Schröder am 11. Juni 2007 die Dr.-Johann-Christian-Eberle-Medaille verliehen. Mit der höchsten Auszeichnung der deutschen Sparkassenorganisation würdigten die rheinischen Sparkassen Schröders „hervorragende Verdienste um das Sparkassenwesen im Rheinland und damit um das Wohl von Wirtschaft und Bevölkerung“.

## Rezeption
Schröders Zeit als Vorstandschef der Sparkasse Köln-Bonn und seine Geschäftspolitik wurden nach seiner aktiven Amtszeit in den Medien mit dem Begriff „Kölscher Klüngel“ verbunden. Als ungewöhnlich für eine Sparkasse gelten beispielsweise die Übernahme der Golf Club Lärchenhof GmbH oder das Engagement bei der Magic Media Company (MMC). Insbesondere die Zusammenarbeit mit der Oppenheim-Esch-Holding (ein Joint-Venture zwischen der Privatbank Sal. Oppenheim mit dem Bauunternehmer Josef Esch) bei der Erweiterung der Messe Köln sorgten für Irritationen. Ein Ermittlungsverfahren in Sachen MMC wurde von der Kölner Staatsanwaltschaft 2008 eingestellt, ein anderes Verfahren, das sich um Unregelmäßigkeiten beim Kauf von Schröders Privatgrundstück drehte, wurde unter der Auflage der Zahlung eines sechsstelligen Geldbetrages eingestellt. In diesem Zusammenhang wurde 2008 berichtet, dass sich bei der Sparkasse KölnBonn die Verluste aus risikobehafteten Kapitalbeteiligungen aus der Zeit Gustav Adolf Schröders auf 155,3 Millionen Euro beliefen. Schröder wird in der Presse auch als „Teflon-Gustav“ bezeichnet, angesichts „seiner Fähigkeit […] Untreue-Vorwürfe abtropfen zu lassen“.
Mit Schreiben vom 4. August 2005 stellte die Sparkasse mit einer Patronatserklärung die beiden MMC-Mitgründer „über die Lana Beteiligungsgesellschaft mbH“ endgültig frei von „sämtlichen Verpflichtungen, die Sie im Rahmen Ihrer früheren Beteiligung an der MMC eingegangen sind“. Insgesamt habe die Sparkasse die übrigen MMC-Gesellschafter zwischen 1998 und 2007 von Garantierisiken in Höhe von 60 Millionen Euro befreit. Damit war die Sparkasse im Dezember 2007 alleinige Mietgarantin und Mit-Gesellschafterin der MMC. 
Gustav Adolf Schröder gilt als SPD-Mann, sein Wechsel zum Finanzvorstand der RAG-Stiftung im Jahr 2007 wird auf Einflussnahme durch den Bundesfinanzminister Peer Steinbrück zurückgeführt. Im Februar 2009 verkündete die RAG-Stiftung in einer Pressemitteilung, dass Schröder darum gebeten habe, seine Vorstandstätigkeit bis auf Weiteres ruhen zu lassen. „Der Stiftung und ihm selbst soll dadurch die Möglichkeit gegeben werden, die durch Medienberichte über Vorkommnisse während seiner Zeit als Vorstandsvorsitzender der Sparkasse Köln entstandene Situation zu beurteilen und zu klären.“ Im April 2009 beendete Schröder seine Tätigkeit als Vorstand der RAG-Stiftung, unter Verzicht auf eine Abfindung für die vorzeitige Auflösung des bis 2012 abgeschlossenen Vertrages. In der Medienberichterstattung wurde dabei ein Zusammenhang mit laufenden Ermittlungen der Kölner Staatsanwaltschaft bezüglich eines Beratervertrages der Sparkasse KölnBonn mit dem Ex-CDU-Bundestagsabgeordneten Rolf Bietmann gesehen, dem möglicherweise keine angemessenen Gegenleistungen gegenüber standen.
Im August 2009 wurde bekannt, dass die Kölner Staatsanwaltschaft Ermittlungsverfahren gegen den Ex-Chef der Sparkasse Köln-Bonn, Gustav Adolf Schröder, und gegen den Bauunternehmer Josef Esch im Zusammenhang mit dem Neubau der Kölner Messe wegen „Anfangsverdacht einer Bestechung und Bestechlichkeit in einem besonders schweren Fall“ aufgenommen hat. Im September 2009 leitete die Kölner Staatsanwaltschaft außerdem ein Ermittlungsverfahren gegen Schröder wegen des Verdachts der Untreue bezüglich der Übernahme des Golf Club Lärchenhof ein. Im Jahr 2011 wurde bekannt, dass die Ermittlungen auf den Kauf der aus dem Besitz von „Burgenkönig“ Herbert Hillebrand stammenden Burg Hemmersbach ausgedehnt wurden.  Gegenstand der Ermittlungen gegen insgesamt 25 Beschuldigte sind Subventionen für die Käufer von Insolvenzverwalter Hans-Gerd Jauch, die Brüder Bernd und Helmut Breuer, die aus dem Objekt mit Kai Krause und der Unterstützung des Landes eine „ByteBurg“ machen wollten.
Im Juni 2018 wurde Schröder vom Landgericht Köln wegen Untreue, Steuerhinterziehung und Beihilfe hierzu zu einer Freiheitsstrafe von zwei Jahren auf Bewährung verurteilt.

## Mitgliedschaften
Bis zum 31. März 2007 war Schröder Mitglied des Verwaltungsrates der DekaBank Deutsche Girozentrale.
Schröder engagiert sich im Arbeitskreis Evangelischer Unternehmer.